# Skabiosenblättriger Goldbaldrian
Der Skabiosenblättrige Goldbaldrian (Patrinia scabiosifolia), auch Hoher Goldbaldrian genannt, ist eine Pflanzenart aus der Gattung Goldbaldrian (Patrinia) innerhalb der Familie der Geißblattgewächse (Caprifoliaceae).

## Beschreibung

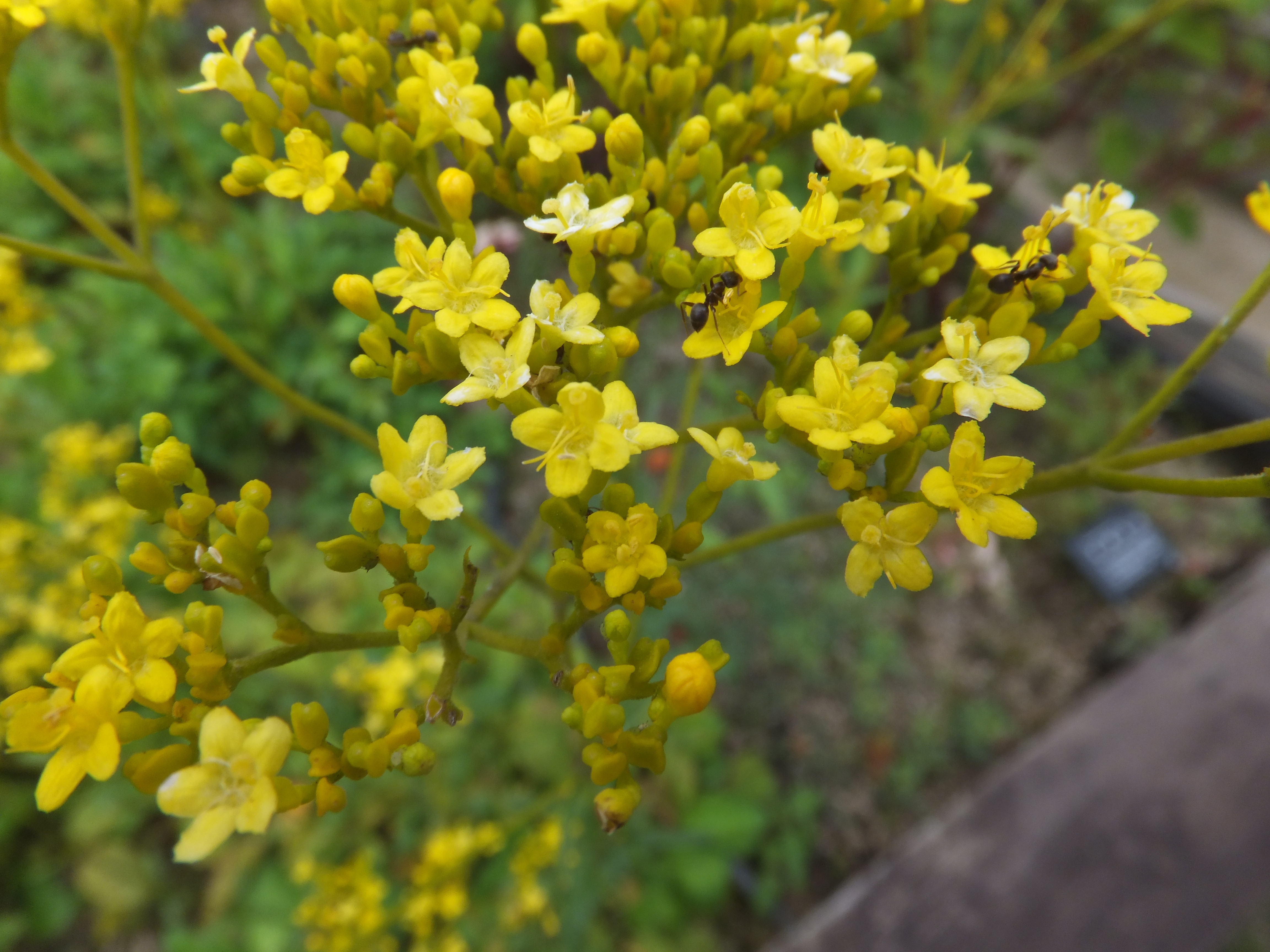
Blütenstand

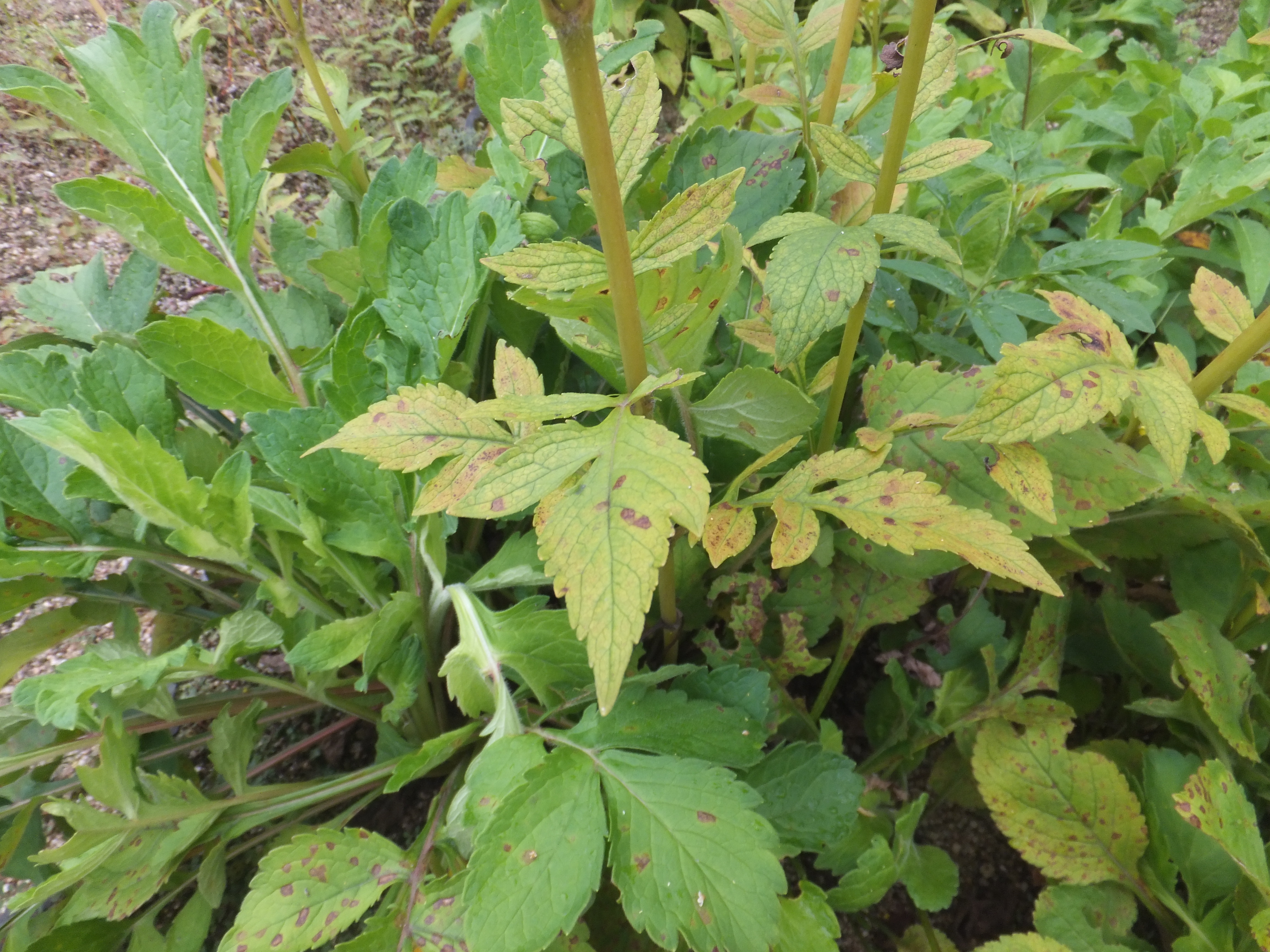
Laubblätter

### Vegetative Merkmale
Der Skabiosenblättrige Goldbaldrian ist eine ausdauernde krautige Pflanze mit einer Wuchshöhe von 50 bis 130 Zentimeter. Als Überdauerungsorgane bildet er kräftige, unterirdische Rhizome aus. Die Pflanze bildet lockere, rosettenförmige Horste aus gestielten, einfachen oder fiederteiligen bis fiederschnittigen Grundblättern mit vier bis zehn gegenständigen seitlichen und einem endständigen Blättchen. Die Blättchen sind eiförmig, elliptisch oder elliptisch-lanzettlich, bis 10,5 Zentimeter lang und bis 3 Zentimeter breit, am Grund keilförmig, am Rand bewimpert, ganzrandig bis grob gesägt. Zwischen den Grundblättern erscheinen schlanke, aufrechte, unten glatte, nach oben hin raue Stängel, die gelbgrün bis gelbbraun, manchmal blassviolett gefärbt sind. Die Stängel tragen zwei bis fünf Paare sitzender oder kurz gestielter, fiederspaltiger Laubblätter und endständige, reich verzweigte Blütenstände.

### Generative Merkmale
Die Blütezeit reicht von August bis Oktober. Die Stängel sind fünf- bis siebenpaarig verzweigt, jeder Zweig endet in einem rispenartigen Blütenstand mit vielen, dicht angeordneten, 3 bis 4 Millimeter großen Blüten. Diese haben unauffällige Kelchblätter, vier bis fünf eiförmige, hellgelbe Kronblätter, die unten zu einer sehr kurzen Kronröhre verwachsen sind, einen etwa 2,5 Millimeter langen Griffel mit pelziger Narbe sowie vier Staubblätter. Die länglichen Fruchtknoten entwickeln sich im Herbst zu 3 bis 4 Millimeter langen, zusammengedrückten Nussfrüchten (Achänen).

### Chromosomensatz
Die Chromosomenzahl beträgt 2n = 22.

## Vorkommen
Der Skabiosenblättrige Goldbaldrian kommt in weiten Teilen Ostasiens vor. Das Verbreitungsgebiet erstreckt sich vom russischen Fernen Osten, insbesondere dem Gebiet des Flusses Amur, über die Mongolei, Korea, Japan, dem zentralen und südöstlichen China und Taiwan bis nach Vietnam. Die Pflanze besiedelt lichte Wälder, Waldränder, Gebüsche, sonnige Wiesen und Wegränder auf lehmig-humosen, steinigen Böden in Höhenlagen zwischen 400 und 2600 Meter.

## Systematik
Die Erstbeschreibung von Patrinia scabiosifolia erfolgte 1821 durch Heinrich Friedrich Link in Enumeratio Plantarum Horti Regii Berolinensis Altera. Berolini 1: 131. Der artspezifische Namensteil scabiosifolia bedeutet „skabiosenblättrig“. Von der Art sind zwei Formen sind bekannt:
- Patrinia scabiosifolia f. scabiosifolia: Sie kommt im gesamten Verbreitungsgebiet vor.
- Patrinia scabiosifolia f. crassa (Masam. & Satomi) Kitam. ex T.Yamaz.: Sie kommt nur in Japan vor.

## Verwendung
Der Skabiosenblättrige Goldbaldrian wird selten als Zierpflanze in naturalistischen Staudenbeeten, wiesenartigen Pflanzungen und an Gehölzrändern verwendet. Die sehr kühlen Gelbtöne des Goldbaldrians lassen sich gut mit Ziergräsern, silberlaubigen Stauden, weißen und blauen Blüten – beispielsweise mit der Anis-Duftnessel – kombinieren. Auch kann die Pflanze – zwischen niedrigeren Stauden gepflanzt – mit ihren hohen, sehr standfesten Blütenständen ähnlich wie das Patagonische Eisenkraut für farbig-transparente Blütenschleier sorgen. Der Goldbaldrian ist nicht sehr langlebig, lässt sich aber relativ leicht durch Teilung im Frühjahr oder durch Aussaat vermehren. Günstig sind sonnige bis halbschattige Plätze ohne Wurzelkonkurrenz mit lehmig-humoser, durchlässiger Erde, die immer wieder kurzzeitig trockenfällt. Die Pflanze ist winterhart bis −23 °C (Zone 6).
In der Küche können junge Blätter und Blütenknospen des Goldbaldrians mitgekocht als Würzkraut verwendet werden. Aus medizinischer Sicht enthalten die Wurzeln antibakteriell wirksame, entzündungshemmende und die Lebertätigkeit anregende Substanzen. Der Goldbaldrian wird traditionell ähnlich wie Echter Baldrian als Beruhigungsmittel eingesetzt, zudem zur Behandlung von äußeren und inneren Entzündungen.